# Związek Socjalistycznych Republik Radzieckich na Letnich Igrzyskach Olimpijskich 1972
Związek Socjalistycznych Republik Radzieckich na Letnich Igrzyskach Olimpijskich 1972 reprezentowało 371 zawodników (298 mężczyzn i 73 kobiet). Był to szósty start reprezentacji ZSRR na letnich igrzyskach olimpijskich.

## Zdobyte medale
| Medal  | Zawodnik | Dyscyplina sportowa  | Konkurencja                        |
| ------ | --- | -------------------- | ---------------------------------- |
| Złoto  | Mykoła Awiłow | Lekkoatletyka        | dziesięciobój                      |
| Złoto  | Wałerij Borzow | Lekkoatletyka        | 100 m mężczyzn                     |
| Złoto  | Wałerij Borzow | Lekkoatletyka        | 200 m mężczyzn                     |
| Złoto  | Anatolij Bondarczuk | Lekkoatletyka        | rzut młotem mężczyzn               |
| Złoto  | Ludmiła Bragina | Lekkoatletyka        | 1500 m kobiet                      |
| Złoto  | Nadieżda Cziżowa | Lekkoatletyka        | pchnięcie kulą kobiet              |
| Złoto  | Faina Mielnik | Lekkoatletyka        | rzut dyskiem kobiet                |
| Złoto  | Wiktor Saniejew | Lekkoatletyka        | trójskok mężczyzn                  |
| Złoto  | Jüri Tarmak | Lekkoatletyka        | skok wzwyż mężczyzn                |
| Złoto  | Ałżan Żarmuchamiedow Zurab Sakandelidze Giennadij Wolnow Iwan Jedieszko Siergiej Kowalenko Modestas Paulauskas Anatolij Poliwoda Iwan Dworny Micheil Korkia Aleksandr Biełow Siergiej Biełow Aleksandr Bołoszew | Koszykówka           | mężczyźni                          |
| Złoto  | Boris Kuzniecow | Boks                 | waga piórkowa                      |
| Złoto  | Wiaczesław Lemieszew | Boks                 | waga średnia                       |
| Złoto  | Ołeksandr Szaparenko | Kajakarstwo          | K-1 1000 m mężczyzn                |
| Złoto  | Julija Riabczynska | Kajakarstwo          | K-1 500 m kobiet                   |
| Złoto  | Mikałaj Harbaczou Wiktori Kratasiuki | Kajakarstwo          | K-2 1000 m mężczyzn                |
| Złoto  | Kateryna Kuryszko Ludmiła Pinajewa | Kajakarstwo          | K-2 500 m kobiet                   |
| Złoto  | Jurij Stecenko Walerij Didienko Jurij Fiłatow Wołodymyr Morozow | Kajakarstwo          | K-4 1000 m mężczyzn                |
| Złoto  | Vladas Česiūnas Jurij Łobanow | Kajakarstwo          | C-2 1000 m mężczyzn                |
| Złoto  | Walerij Jardy Giennadij Komnatow Walerij Lichaczow Boris Szuchow | Kolarstwo            | Drużynowo na czas                  |
| Złoto  | Władimir Siemieniec Ihor Cełowalnykow | Kolarstwo            | Tandemy                            |
| Złoto  | Władimir Wasin | Skoki do wody        | trampolina 3 m mężczyzn            |
| Złoto  | Jelena Pietuszkowa Iwan Kizimow Iwan Kalita | Jeździectwo          | Ujeżdżenie drużynowo               |
| Złoto  | Wiktor Sidiak | Szermierka           | szabla mężczyzn                    |
| Złoto  | Swietłana Czirkowa Aleksandra Zabielina Jelena Nowikowa Galina Gorochowa Tatjana Pietrienko | Szermierka           | floret kobiet drużynowo            |
| Złoto  | Wiktor Klimienko | Gimnastyka           | Koń z łękami mężczyzn              |
| Złoto  | Nikołaj Andrianow | Gimnastyka           | ćwiczenia na podłodze mężczyzn     |
| Złoto  | Ludmiła Turiszczewa | Gimnastyka           | Wielobój indywidualnie kobiet      |
| Złoto  | Olga Korbut | Gimnastyka           | ćwiczenia na podłodze kobiet       |
| Złoto  | Olga Korbut | Gimnastyka           | równoważnia kobiet                 |
| Złoto  | Tamara Łazakowicz Elwira Saadi Ludmiła Turiszczewa Lubow Burda Antonina Koszel Jelena Nowikowa | Gimnastyka           | Wielobój drużynowo kobiet          |
| Złoto  | Szota Czocziszwili | Judo                 | Waga półciężka mężczyzn            |
| Złoto  | Pawieł Ledniow Boris Oniszczenko Władimir Szmielow | Pięciobój nowoczesny | drużynowo                          |
| Złoto  | Jurij Małyszew | Wioślarstwo          | jedynka mężczyzn                   |
| Złoto  | Giennadij Korszykow Aleksandr Timoszynin | Wioślarstwo          | dwójka podwójna mężczyzn           |
| Złoto  | Witalij Dyrdyra Wałentyn Mankin | Żeglarstwo           | Klasa Tempest                      |
| Złoto  | Jakiw Żełezniak | Strzelectwo          | Ruchomy cel 50 m                   |
| Złoto  | Nina Smolejewa Tatjana Trietjakowa Lubow Tiurina Inna Ryskal Roza Salichowa Tatjana Saryczewa Tatjana Gonoboblewa Natalja Kudriewa Galina Leontjewa Ludmiła Borozna Ludmiła Bułdakowa Wiera Dujunowa | Siatkówka            | kobiety                            |
| Złoto  | Wiaczesław Sobczenko Władimir Żmudskij Nikołaj Mielnikow Leonid Osipow Aleksandr Szydłowski Aleksandr Driewal Wadim Gulajew Aleksandr Kabanow Anatolij Akimow Ołeksij Barkałow Aleksandr Dołguszyn | Piłka wodna          | mężczyźni                          |
| Złoto  | Mucharbij Kirżynow | Podnoszenie ciężarów | waga lekka                         |
| Złoto  | Jaan Talts | Podnoszenie ciężarów | waga ciężka                        |
| Złoto  | Wasilij Aleksiejew | Podnoszenie ciężarów | waga superciężka                   |
| Złoto  | Rustem Kazakow | Zapasy               | 57 kg styl klasyczny               |
| Złoto  | Szamil Chisamutdinow | Zapasy               | 68 kg styl klasyczny               |
| Złoto  | Walerij Riezancew | Zapasy               | 90 kg styl klasyczny               |
| Złoto  | Anatolij Roszczin | Zapasy               | +100 kg styl klasyczny             |
| Złoto  | Roman Dmitrijew | Zapasy               | 48 kg styl wolny                   |
| Złoto  | Zagaław Abdułbiekow | Zapasy               | 62 kg styl wolny                   |
| Złoto  | Lewan Tediaszwili | Zapasy               | 82 kg styl wolny                   |
| Złoto  | Iwan Jarygin | Zapasy               | 100 kg styl wolny                  |
| Złoto  | Aleksandr Miedwied | Zapasy               | +100 kg styl wolny                 |
| Srebro | Jewhen Arżanow | Lekkoatletyka        | 800 m mężczyzn                     |
| Srebro | Wołodymyr Hołubnyczy | Lekkoatletyka        | chód na 20 km mężczyzn             |
| Srebro | Wieniamin Sołdatienko | Lekkoatletyka        | chód na 50 km mężczyzn             |
| Srebro | Łeonid Łytwynenko | Lekkoatletyka        | dziesięciobój                      |
| Srebro | Jānis Lūsis | Lekkoatletyka        | rzut oszczepem mężczyzn            |
| Srebro | Nijolė Sabaitė | Lekkoatletyka        | 800 m kobiet                       |
| Srebro | Wałerij Borzow Aleksandr Kornieluk Uładzimir Ławiecki Jānis Lūsis Juris Silovs | Lekkoatletyka        | 4 x 100 m mężczyzn                 |
| Srebro | Jelena Pietuszkowa | Jeździectwo          | Ujeżdżenie indywidualnie           |
| Srebro | Leonid Romanow Wasyl Stankowycz Władimir Dienisow Anatolij Kotieszew Wiktor Putiatin | Szermierka           | floret mężczyzn drużynowo          |
| Srebro | Wiktor Sidiak Eduard Winokurow Wiktor Bażenow Władimir Nazłymow Mark Rakita | Szermierka           | szabla mężczyzn drużynowo          |
| Srebro | Wiktor Klimienko | Gimnastyka sportowa  | skok przez konia mężczyzn          |
| Srebro | Michaił Woronin | Gimnastyka sportowa  | kółka mężczyzn                     |
| Srebro | Wiktor Klimienko Michaił Woronin Eduard Mikaelian Władimir Szczukin Nikołaj Andrianow Aleksandr Iwanowicz Malejew | Gimnastyka sportowa  | wielobój drużynowy mężczyzn        |
| Srebro | Olga Korbut | Gimnastyka sportowa  | poręcz kobiet                      |
| Srebro | Tamara Łazakowicz | Gimnastyka sportowa  | równoważnia kobiet                 |
| Srebro | Ludmiła Turiszczewa | Gimnastyka sportowa  | ćwiczenia na podłodze kobiet       |
| Srebro | Witalij Kuzniecow | Judo                 | kategoria Open                     |
| Srebro | Boris Oniszczenko | Pięciobój nowoczesny | indywidualnie                      |
| Srebro | Jewgienij Pietrow | Strzelectwo          | Skeet                              |
| Srebro | Borys Melnyk | Strzelectwo          | Karabin dowolny 3 postawy 300 m    |
| Srebro | Wiktor Mazanow Wiktor Aboimow Władimir Burie Igor Griwiennikow | Pływanie             | 4 × 200 m stylem dowolnym mężczyzn |
| Srebro | Galina Prozumienszczikowa | Pływanie             | 100 m stylem klasycznym kobiet     |
| Srebro | Dito Szanidze | Podnoszenie ciężarów | waga piórkowa mężczyzn             |
| Srebro | Anatolij Nazarenko | Zapasy               | 82 kg styl klasyczny               |
| Srebro | Nikołaj Jakowienko | Zapasy               | 100 kg styl klasyczny              |
| Srebro | Arsen Ałachwerdijew | Zapasy               | 52 kg styl wolny                   |
| Srebro | Giennadij Strachow | Zapasy               | 90 kg styl wolny                   |
| Brąz   | Emma Gapczenko | Łucznictwo           | kobiety                            |
| Brąz   | Wasilij Chmielewski | Lekkoatletyka        | rzut młotem mężczyzn               |
| Brąz   | Omar Pchakadze | Kolarstwo            | Sprint mężczyzn                    |
| Brąz   | Władimir Nazłymow | Szermierka           | szabla mężczyzn                    |
| Brąz   | Galina Gorochowa | Szermierka           | floret kobiet                      |
| Brąz   | Igor Waletow Gieorgij Zażycki Hryhorij Kriss Wiktor Modzolewski Siergiej Paramonow | Szermierka           | szpada drużynowo mężczyzn          |
| Brąz   | Giennadij Jewriużychin Howhannes Zanazanian Wjaczesław Semenow Andriej Jakubik Jurij Jelisiejew Władimir Pilguj Jewhen Rudakow Jożef Sabo Jewgienij Łowczew Siergiej Olszanski Wołodymyr Onyszczenko Wiktor Kołotow Anatolij Kuksow Jurij Istomin Wołodymyr Kapłyczny Murtaz Churcilawa Arkadi Andreasjan Ołeh Błochin Rewaz Dzodzuaszwili | Piłka nożna          | mężczyźni                          |
| Brąz   | Nikołaj Andrianow | Gimnastyka sportowa  | skok mężczyzn                      |
| Brąz   | Tamara Łazakowicz | Gimnastyka sportowa  | wielobój indywidualny kobiet       |
| Brąz   | Tamara Łazakowicz | Gimnastyka sportowa  | ćwiczenia na podłodze kobiet       |
| Brąz   | Ludmiła Turiszczewa | Gimnastyka sportowa  | skok kobiet                        |
| Brąz   | Anatolij Nowikow | Judo                 | waga półśrednia                    |
| Brąz   | Giwi Onaszwili | Judo                 | waga ciężka                        |
| Brąz   | Pawieł Ledniow | Pięciobój nowoczesny | indywidualnie                      |
| Brąz   | Wiktor Potapow | Żeglarstwo           | Klasa Finn                         |
| Brąz   | Wiktor Torszyn | Strzelectwo          | Pistolet szybkostrzelny 25 m       |
| Brąz   | Władimir Burie | Pływanie             | 100 m stylem dowolnym mężczyzn     |
| Brąz   | Wiktor Mazanow Władimir Burie Igor Griwiennikow Gieorgij Kulikow | Pływanie             | 4 x 100 m stylem dowolnym mężczyzn |
| Brąz   | Galina Prozumienszczikowa | Pływanie             | 200 m stylem klasycznym kobiet     |
| Brąz   | Aleksandr Saprykin Jurij Starunskij Leonid Zajko Władimir Patkin Jurij Pojarkow Władimir Putiatow Władimir Kondra Walerij Krawczenko Jewgienij Łapinski Wiktor Borszcz Jefim Czułak Wiaczesław Domani | Siatkówka            | mężczyźni                          |
| Brąz   | Giennadij Czetin | Podnoszenie ciężarów | waga kogucia mężczyzn              |
| Brąz   | Rusłan Aszuralijew | Zapasy               | 68 kg styl wolny                   |

## Skład kadry

### Boks
Waga papierowa
- Władimir Iwanow – 1/16 finału

Waga musza
- Boris Zoriktujew – Ćwierćfinały

Waga kogucia
- Wasilij Sołomin – Ćwierćfinały

Waga piórkowa
- Boris Kuzniecow – złoty medal

Waga lekka
- Giennadij Dobrochotow – 1/16 finału

Waga lekkopółśrednia
- Anatolij Kamniew – 1/8 finału

Waga półśrednia
- Anatolij Chochłow – Ćwierćfinały

Waga lekkośrednia
- Walerij Triegubow – 1/8 finału

Waga średnia
- Wiaczesław Lemieszew – złoty medal

Waga półciężka
- Nikołaj Anfimow – Ćwierćfinały

Waga ciężka
- Jurij Niestierow – 1/8 finału

### Gimnastyka

#### Mężczyźni
Wielobój indywidualnie
- Nikołaj Andrianow – 4. miejsce
- Wiktor Klimienko – 6. miejsce
- Michaił Woronin – 12. miejsce
- Władimir Szczukin – 16. miejsce
- Aleksandr Malejew – 18. miejsce
- Eduard Mikaelian – 20. miejsce

Wielobój drużynowo
- Nikołaj Andrianow, Wiktor Klimienko, Michaił Woronin, Władimir Szczukin, Aleksandr Malejew, Eduard Mikaelian – srebrny medal

Ćwiczenia wolne
- Nikołaj Andrianow – złoty medal
- Wiktor Klimienko – odpadł w eliminacjach
- Michaił Woronin – odpadł w eliminacjach
- Władimir Szczukin – odpadł w eliminacjach
- Aleksandr Malejew – odpadł w eliminacjach
- Eduard Mikaelian – odpadł w eliminacjach

Skok
- Wiktor Klimienko – srebrny medal
- Nikołaj Andrianow – brązowy medal
- Michaił Woronin – odpadł w eliminacjach
- Władimir Szczukin – odpadł w eliminacjach
- Aleksandr Malejew – odpadł w eliminacjach
- Eduard Mikaelian – odpadł w eliminacjach

Poręcze
- Wiktor Klimienko – 4. miejsce
- Nikołaj Andrianow – 6. miejsce
- Michaił Woronin – odpadł w eliminacjach
- Władimir Szczukin – odpadł w eliminacjach
- Aleksandr Malejew – odpadł w eliminacjach
- Eduard Mikaelian – odpadł w eliminacjach

Drążek
- Nikołaj Andrianow – 6. miejsce
- Wiktor Klimienko – odpadł w eliminacjach
- Michaił Woronin – odpadł w eliminacjach
- Władimir Szczukin – odpadł w eliminacjach
- Aleksandr Malejew – odpadł w eliminacjach
- Eduard Mikaelian – odpadł w eliminacjach

Kółka
- Michaił Woronin – srebrny medal
- Nikołaj Andrianow – odpadł w eliminacjach
- Wiktor Klimienko – odpadł w eliminacjach
- Władimir Szczukin – odpadł w eliminacjach
- Aleksandr Malejew – odpadł w eliminacjach
- Eduard Mikaelian – odpadł w eliminacjach

Koń z łęgami 
- Wiktor Klimienko – złoty medal
- Michaił Woronin – 5. miejsce
- Nikołaj Andrianow – odpadł w eliminacjach
- Władimir Szczukin – odpadł w eliminacjach
- Aleksandr Malejew – odpadł w eliminacjach
- Eduard Mikaelian – odpadł w eliminacjach

#### Kobiety
Wielobój indywidualnie
- Ludmiła Turiszczewa – złoty medal
- Tamara Łazakowicz – brązowy medal
- Lubow Burda – 5. miejsce
- Olga Korbut – 7. miejsce
- Elwira Saadi – 8. miejsce
- Antonina Koszel – 16. miejsce

Wielobój drużynowo
- Tamara Łazakowicz, Ludmiła Turiszczewa, Olga Korbut, Elwira Saadi, Lubow Burda, Antonina Koszel – złoty medal

Ćwiczenia na podłodze
- Olga Korbut – złoty medal
- Ludmiła Turiszczewa – srebrny medal
- Tamara Łazakowicz – brązowy medal
- Lubow Burda – 5. miejsce
- Elwira Saadi – odpadła w eliminacjach
- Antonina Koszel – odpadła w eliminacjach

Skok
- Ludmiła Turiszczewa – brązowy medal
- Lubow Burda – 4. miejsce
- Olga Korbut – 5. miejsce
- Tamara Łazakowicz – 5. miejsce
- Elwira Saadi – odpadła w eliminacjach
- Antonina Koszel – odpadła w eliminacjach

Poręcz
- Olga Korbut – srebrny medal
- Ludmiła Turiszczewa – 4. miejsce
- Lubow Burda – odpadła w eliminacjach
- Tamara Łazakowicz – odpadła w eliminacjach
- Elwira Saadi – odpadła w eliminacjach
- Antonina Koszel – odpadła w eliminacjach

Równoważnia
- Olga Korbut – złoty medal
- Tamara Łazakowicz – srebrny medal
- Ludmiła Turiszczewa – 5. miejsce
- Lubow Burda – odpadła w eliminacjach
- Elwira Saadi – odpadła w eliminacjach
- Antonina Koszel – odpadła w eliminacjach

### Jeździectwo
Ujeżdżenie indywidualne
- Jelena Pietuszkowa – srebrny medal
- Iwan Kizimow – 4. miejsce
- Iwan Kalita – 5. miejsce

Ujeżdżenie drużynowo
- Jelena Pietuszkowa, Iwan Kalita, Iwan Kizimow – złoty medal

WKKW indywidualnie
- Siergiej Muchin – 12. miejsce
- Walentin Goriełkin – 19. miejsce
- Władimir Łaniugin – 39. miejsce
- Mamadżan Ismaiłow – DNF

WKKW drużynowo
- Siergiej Muchin, Walentin Goriełkin, Władimir Łaniugin, Mamadżan Ismaiłow – 7. miejsce

Skoki przez przeszkody indywidualnie
- Wiktor Matwiejew – 31. miejsce
- Aleksandr Niebogow – 41. miejsce
- Wiktor Lisicyn – DNF

Skoki przez przeszkody drużynowo
- Wiktor Matwiejew, Aleksandr Niebogow, Wiktor Lisicyn – 14. miejsce

### Judo
Mężczyźni
- Siergiej Suslin – 13. miejsce, waga lekka
- Anatolij Nowikow – brązowy medal, waga półśrednia
- Guram Gogolauri – 5. miejsce, waga średnia
- Szota Czocziszwili – złoty medal, waga półciężka
- Giwi Onaszwili – brązowy medal, waga ciężka
- Witalij Kuzniecow – srebrny medal, kategoria open

### Kajakarstwo

#### Mężczyźni
K-1 1000 m
- Ołeksandr Szaparenko – złoty medal

K-2 1000 m
- Nikołaj Gorbaczow, Wiktori Kratasiuki – złoty medal

K-4 1000 m 
- Jurij Fiłatow, Wołodymyr Morozow, Jurij Stecenko, Walerij Didienko – złoty medal

K-1 slalom
- Gogi Nskidaszwilí – 31 miejsce

C-1 1000 m
- Wasyl Jurczenko – 5. miejsce

C-2 1000 m
- Vladas Česiūnas, Jurij Łobanow – złoty medal

#### Kobiety
K-1 500 m
- Julija Riabczynska – złoty medal

K-2 500 m
- Ludmiła Pinajewa, Kateryna Kuryszko – złoty medal

K-1 slalom
- Biruta Hercova-Hercbergá – 19. miejsce

### Kolarstwo
Wyścig ze startu wspólnego
- Walerij Lichaczow – 34 miejsce
- Anatolij Starkow – 35 miejsce
- Walerij Jardy – DNF
- Iwan Trifonow – DNF

Drużynowa jazda na czas
- Boris Szuchow, Walerij Jardy, Giennadij Komnatow, Walerij Lichaczow – złoty medal

Sprint
- Omar Pchakadze – brązowy medal
- Siergiej Krawcow – odpadł w eliminacjach

1 km
- Eduard Rapp – 8. miejsce

Tandemy
- Ihor Cełowalnykow, Władimir Siemieniec – złoty medal

Wyścig drużynowy na dochodzenie 
- Wiktor Bykow, Władimir Kuzniecow, Anatolij Stiepanienko, Aleksandr Judin – ćwierćfinał

### Koszykówka
Mężczyźni
- Ałżan Żarmuchamiedow, Zurab Sakandelidze, Giennadij Wolnow, Iwan Jedieszko, Siergiej Kowalenko, Modestas Paulauskas, Anatolij Poliwoda, Iwan Dworny, Micheil Korkia, Aleksandr Biełow, Siergiej Biełow, Aleksandr Bołoszew – złoty medal

### Lekkoatletyka

#### Mężczyźni
100 m
- Wałerij Borzow – złoty medal
- Aleksandr Kornieluk – 4. miejsce
- Wołodymyr Atamaś – odpadł w eliminacjach

200 m
- Wałerij Borzow – złoty medal
- Uładzimir Ławiecki – odpadł w eliminacjach

800 m
- Jewhen Arżanow – srebrny medal
- Iwan Iwanow – odpadł w eliminacjach
- Jewhen Wołkow – odpadł w eliminacjach

1500 m
- Wołodymyr Pantelej – 8. miejsce
- Iwan Iwanow – odpadł w eliminacjach
- Jewhen Arżanow – DNS

5000 m
- Nikołaj Swiridow – 8. miejsce
- Nikołaj Pukłakow – odpadł w eliminacjach
- Władimir Afonin – odpadł w eliminacjach

10 000 m
- Pawieł Andriejew – 11. miejsce
- Anatolij Badrankow – odpadł w eliminacjach
- Raszyd Szarafietdinow – odpadł w eliminacjach

Maraton
- Jurij Wielikorodnych – 14. miejsce
- Anatolijus Baranovas – 15. miejsce
- Ihor Szczerbak – 35. miejsce

110 m przez płotki
- Wiktor Miasnikow – odpadł w eliminacjach

400 m przez płotki
- Jewgienij Gawrilenko – 6. miejsce
- Jurij Zorin – 8. miejsce
- Wiktor Sawczenko – odpadł w eliminacjach

3000 m przez przeszkody
- Romualdas Bitė – 7. miejsce
- Siergiej Skripka – odpadł w eliminacjach

4 × 100 m
- Aleksandr Kornieluk, Uładzimir Ławiecki, Juris Silovs, Wałerij Borzow – srebrny medal

Chód na 20 km
- Wołodymyr Hołubnyczy – srebrny medal
- Mykoła Smaha – 5. miejsce
- Jewgienij Iwczenko – DNF

Chód na 50 km
- Wieniamin Sołdatienko – srebrny medal
- Otto Barcz – 4. miejsce
- Siergiej Grigorjew – DNF

Skok wzwyż
- Jüri Tarmak – złoty medal
- Rustam Achmietow – 8. miejsce
- Kęstutis Šapka – 12. miejsce

Skok w dal
- Łeonid Barkowski – 8. miejsce
- Wałerij Podłużny – 9. miejsce
- Igor Ter-Owanesian – odpadł w eliminacjach

Trójskok
- Wiktor Saniejew – złoty medal
- Michaił Bariban – 9. miejsce
- Giennadij Biessonow – odpadł w eliminacjach

Pchnięcie kulą
- Rimantas Plungė – 14. miejsce
- Aleksandr Barysznikow – odpadł w eliminacjach

Rzut młotem
- Anatolij Bondarczuk – złoty medal
- Wasilij Chmielewskij – brązowy medal
- Josyp Hamśkyj – 18. miejsce

Rzut oszczepem
- Jānis Lūsis – srebrny medal

Dziesięciobój
- Mykoła Awiłow – złoty medal
- Łeonid Łytwynenko – srebrny medal
- Boris Iwanow – 13. miejsce

#### Kobiety
100 m
- Ludmiła Żarkowa – odpadła w eliminacjach
- Galina Bucharina – odpadła w eliminacjach
- Nadieżda Biesfamilna – DNS

200 m
- Nadieżda Biesfamilna – odpadła w eliminacjach
- Marina Sidorowa – odpadła w eliminacjach

400 m
- Nadieżda Kolesnikowa – odpadła w eliminacjach
- Olga Syrowatska – odpadła w eliminacjach
- Natalja Pieczonkina – odpadła w eliminacjach

800 m
- Nijolė Sabaitė – srebrny medal
- Nina Morhunowa – odpadła w eliminacjach
- Raissa Ruus – odpadła w eliminacjach

1500 m
- Ludmiła Bragina – złoty medal
- Tamara Panhełowa – 7. miejsce
- Tamara Kazaczkowa – odpadła w eliminacjach

4 × 100 m
- Marina Sidorowa, Galina Bucharina, Ludmiła Żarkowa, Nadieżda Biesfamilna – 5. miejsce

4 × 400 m
- Lubow Runco, Olga Syrowatska, Natalja Pieczonkina, Nadieżda Kolesnikowa – 8. miejsce

Skok wzwyż
- Antonina Łazariewa – odpadła w eliminacjach
- Galina Fiłatowa – DNS

Skok w dal
- Lubow Iljina – odpadła w eliminacjach

Pchnięcie kulą
- Nadieżda Cziżowa – złotny medal
- Swietłana Dołżenko – 4. miejsce
- Antonina Iwanowa – 9. miejsce

Rzut dyskiem
- Faina Mielnik – złoty medal
- Tamara Daniłowa – 4. miejsce
- Ludmiła Murawjowa – 8. miejsce

Rzut oszczepem
- Swietłana Korolowa – 8. miejsce
- Nina Marakina – odpadła w eliminacjach

Pięciobój
- Walentina Tichomirowa – 5. miejsce
- Nadija Tkaczenko – 9. miejsce

### Łucznictwo
Kobiety indiwidualnie
- Emma Gapczenko – brązowy medal
- Ketewan Losaberidze – 4. miejsce
- Ałła Pieunowa – 8. miejsce

Mężczyźni indiwidualnie
- Wiktor Sydoruk – 7. miejsce
- Michaił Pieunow – 12. miejsce
- Mati Vaikjärv – 24. miejsce

### Pięciobój nowoczesny
Indywidualnie
- Boris Oniszczenko – srebrny medal
- Pawieł Ledniow – brązowy medal
- Władimir Szmielow – 5. miejsce

Drużynowo
- Pawieł Ledniow, Władimir Szmielow, Boris Oniszczenko – złoty medal

### Piłka nożna
Mężczyźni
- Giennadij Jewriużychin, Howhannes Zanazanian, Wjaczesław Semenow, Andriej Jakubik, Jurij Jelisiejew, Władimir Pilguj, Jewhen Rudakow, Jożef Sabo, Jewgienij Łowczew, Siergiej Olszanski, Wołodymyr Onyszczenko, Wiktor Kołotow, Anatolij Kuksow, Jurij Istomin, Wołodymyr Kapłyczny, Murtaz Churcilawa, Arkadi Andreasjan, Ołeh Błochin, Rewaz Dzodzuaszwili – brązowy medal

### Piłka ręczna
Turniej mężczyzn
- Nikołaj Siemionow, Mychajło Iszczenko, Aleksandr Panow, Władimir Maksimow, Walentin Kulew, Wasilij Iljin, Anatolij Szewczenko, Jurij Klimow, Michaił Łucenko, Ołeksandr Rezanow, Walerij Gassij, Albiert Oganiezow, Jānis Vilsons, Jurij Łahutyn, Iwan Usatyj – 5. miejsce

### Piłka siatkowa
Turniej mężczyzn
- Aleksandr Saprykin, Jurij Starunskij, Leonid Zajko, Władimir Patkin, Jurij Pojarkow, Władimir Putiatow, Władimir Kondrav, Walerij Krawczenko, Jewgienij Łapinski, Wiktor Borszcz, Jefim Czułak, Wiaczesław Domani – brązowy medal

Turniej kobiet
- Nina Smolejewa, Tatjana Trietjakowa, Lubow Tiurina, Inna Ryskal, Roza Salichowa, Tatjana Saryczewa, Tatjana Gonoboblewa, Natalja Kudriewa, Galina Leontjewa, Ludmiła Borozna, Ludmiła Bułdakowa, Wiera Dujunowa – złoty medal

### Piłka wodna
Turniej mężczyzn
- Wiaczesław Sobczenko, Władimir Żmudskij, Nikołaj Mielnikow, Leonid Osipow, Aleksandr Szydłowski, Aleksandr Driewal, Wadim Gulajew, Aleksandr Kabanow, Anatolij Akimow, Ołeksij Barkałow, Aleksandr Dołguszyn – złoty medal

### Pływanie

#### Mężczyźni
100 m stylem dowolnym
- Władimir Burie – brązowy medal
- Igor Griwiennikow – 6. miejsce
- Georgijs Kuļikovs – 11. miejsce

200 m stylem dowolnym
- Władimir Burie – 7. miejsce
- Georgijs Kuļikovs – 11. miejsce
- Wiktor Mazanow – 15. miejsce

400 m stylem dowolnym
- Aleksandr Samsonow – 15. miejsce
- Wiktor Aboimow – 24. miejsce

1500 m stylem dowolnym
- Aleksandr Samsonow – 32. miejsce

4 × 100 m stylem dowolnym
- Władimir Burie, Wiktor Aboimow, Igor Griwiennikow, Aleksandr Samsonow, Georgijs Kuļikovs – srebrny medal

4 × 200 m stylem dowolnym
- Igor Griwiennikow, Wiktor Mazanow, Georgijs Kuļikovs, Władimir Burie, Wiktor Aboimow, Aleksandr Samsonow – brązowy medal

100 m stylem grzbietowym
- Igor Griwiennikow – 5. miejsce

100 m stylem klasycznym
- Nikołaj Pankin – 7. miejsce
- Wiktor Stulikow – 9. miejsce
- Władimir Kosinski – 12. miejsce

200 m stylem klasycznym
- Igor Czerdakow – 7. miejsce
- Nikołaj Pankin – 9. miejsce
- Władimir Kosinski – 13. miejsce

100 m stylem motylkowym
- Wiktor Szarygin – 17. miejsce
- Georgijs Kuļikovs – 22. miejsce
- Władimir Kriwcow – 25. miejsce

200 m stylem motylkowym
- Wiktor Szarygin – 10. miejsce

200 m stylem zmiennym
- Michaił Suchariew – 6. miejsce
- Wałentyn Partyka – 11. miejsce

400 m stylem zmiennym
- Michaił Suchariew – 9. miejsce
- Wałentyn Partyka – 18. miejsce

4 × 100 m stylem zmiennym
- Igor Griwiennikow, Nikołaj Pankin, Wiktor Szarygin, Władimir Burie, Wiktor Stulikow, Wiktor Aboimow – 4. miejsce

#### Kobiety
100 m stylem dowolnym
- Tatjana Zołotnicka – 14. miejsce
- Jelena Timoszenko – 22. miejsce
- Nadieżda Matiuchina – 29. miejsce

200 m stylem dowolnym
- Tatjana Zołotnicka – 16. miejsce
- Nadieżda Matiuchina – 20. miejsce
- Jelena Timoszenko – 21. miejsce

800 m stylem dowolnym
- Olga Pietrusiowa – 30. miejsce

4 × 100 m stylem dowolnym
- Tatjana Zołotnicka, Jelena Timoszenko, Nadieżda Matiuchina, Iryna Ustymenko – 9. miejsce

100 m stylem grzbietowym
- Tinatin Lekweiszwili – 10. miejsce
- Natalja Jerszowa – 20. miejsce

200 m stylem grzbietowym
- Tinatin Lekweiszwili – 20. miejsce
- Natalja Jerszowa – 25. miejsce

100 m stylem klasycznym
- Galina Prozumienszczikowa – srebrny medal
- Ludmiła Porubajko – 9. miejsce
- Tetiana Prudnikowa – 15. miejsce

200 m stylem klasycznym
- Galina Prozumienszczikowa – brązowy medal
- Ludmiła Porubajko – 7. miejsce
- Tetiana Prudnikowa – 24. miejsce

100 m stylem motylkowym
- Iryna Ustymenko – 16. miejsce

200 m stylem zmiennym
- Nina Pietrowa – 9. miejsce
- Birutė Užkuraitytė – 21. miejsce

400 m stylem zmiennym
- Nina Pietrowa – 8. miejsce
- Birutė Užkuraitytė – 16. miejsce

4 × 100 m stylem zmiennym
- Tinatin Lekweiszwili, Galina Prozumienszczikowa, Iryna Ustymenko, Tatjana Zołotnicka – 4. miejsce

### Podnoszenie ciężarów
- Giennadij Czetin – brązowy medal, waga kogucia
- Dito Szanidze – srebrny medal, waga piórkowa
- Mucharbij Kirżynow – złoty medal, waga lekka
- Władimir Kanygin – DNF, waga średnia
- Boris Pawłow – DNF, waga lekkociężka
- Waleryj Szaryj – DNF, waga lekkociężka
- Dawid Rigiert – DNF, waga półciężka
- Jaan Talts – złoty medal, waga ciężka
- Wasilij Aleksiejew – złoty medal, waga superciężka

### Skoki do wody

#### Mężczyźni
Trampolina 3 m
- Władimir Wasin – złoty medal
- Wiaczesław Strachow – 6. miejsce
- Władimir Kapirulin – odpadł w eliminacjach

Wieża 10 m
- Dawit Hambarcumian – 5. miejsce
- Władimir Kapirulin – 7. miejsce
- Aleksandr Giendrikson – 12. miejsce

#### Kobiety
Trampolina 3 m
- Natalja Kuzniecowa – odpadła w eliminacjach
- Tetiana Sztyriowa – odpadła w eliminacjach
- Tamara Fiedosowa – odpadła w eliminacjach

Wieża 10 m
- Ałła Sielina – 10. miejsce
- Natalja Kuzniecowa – odpadła w eliminacjach
- Tetiana Sztyriowa – odpadła w eliminacjach

### Strzelectwo
Pistolet szybkostrzelny 25 m
- Wiktor Torszyn – brązowy medal
- Igor Bakałow – 24. miejsce

Pistolet 50 m
- Grigorij Kosych – 8. miejsce
- Władimir Stołypin – 17. miejsce

Karabin dowolny 3 postawy 300 m
- Borys Melnyk – srebrny medal
- Walentin Korniew – 8. miejsce

Karabin małokalibrowy 3 postawy 50 m
- Władimir Agiszew – 5. miejsce
- Witalij Parchimowicz – 11. miejsce

Karabin małokalibrowy leżąc 50 m
- Witalij Parchimowicz – 18. miejsce
- Walentin Korniew – 34. miejsce

Ruchomy cel 50 m
- Jakiw Żełezniak – złoty medal
- Walerij Postojanow – 4. miejsce

Trap
- Aleksandr Alipow – 13. miejsce
- Aleksandr Androszkin – 15. miejsce

Skeet
- Jewgienij Pietrow – srebrny medal
- Jurij Curanow – 13. miejsce

### Szermierka

#### Mężczyźni
Floret
- Władimir Dienisow – 5. miejsce
- Anatolij Kotieszew – odpadł w eliminacjach
- Wasyl Stankowycz – odpadł w eliminacjach

Floret drużynowo
- Wasyl Stankowycz, Wiktor Putiatin, Wasyl Stankowycz, Anatolij Kotieszew, Władimir Dienisow – srebrny medal

Szpada
- Igor Waletow – odpadł w eliminacjach
- Siergiej Paramonow – odpadł w eliminacjach
- Hryhorij Kriss – odpadł w eliminacjach

Szpada drużynowo
- Hryhorij Kriss, Wiktor Modzolewski, Gieorgij Zażycki, Siergiej Paramonow, Igor Waletow – brązowy medal

Szabla
- Wiktor Sidiak – złoty medal
- Wiktor Krowopuskow – brązowy medal
- Mark Rakita – odpadł w eliminacjach

Szabla drużynowo
- Mark Rakita, Wiktor Sidiak, Władimir Nazłymow, Eduard Winokurow, Wiktor Bażenow – srebrny medal

#### Kobiety
Floret
- Galina Gorochowa – brązowy medal
- Jelena Nowikowa – 7. miejsce
- Aleksandra Zabielina – 9. miejsce

Floret drużynowo
- Jelena Nowikowa, Galina Gorochowa, Aleksandra Zabielina, Swietłana Czirkowa, Tatjana Pietrienko – złoty medal

### Wioślarstwo
Jedynka mężczyzn
- Jurij Małyszew – złoty medal

Dwójka podwójna mężczyzn
- Aleksandr Timoszynin, Giennadij Korszykow – złoty medal

Dwójka bez sternika mężczyzn
- Władimir Polakow, Nikołaj Wasiljew – 8. miejsce

Dwójka ze sternikiem mężczyzn
- Władimir Jeszynow, Nikołaj Iwanow, Jurij Łoriencson – 5. miejsce

czwórka bez sternika mężczyzn
- Anatolij Tkaczuk, Igor Kaszurow, Aleksandr Motin, Witalij Sapronow – 4. miejsce

czwórka ze sternikiem mężczyzn
- Wołodymyr Sterlik, Władimir Sołowjow, Aleksandr Lubaturow, Jurij Szamajew, Igor Rudakow – 4. miejsce

ósemka mężczyzn
- Aleksandr•Riazankin, Wiktor Diemientjew, Siergiej Kolaskin, Aleksandr Szytow, Walerij Bisarnow, Boris Worobjow, Władimir Sawiełow, Aleksandr Martyszkin, Wiktor Michiejew – 4. miejsce

### Zapasy
- Władimir Zubkow – odpadł w eliminacjach, 48 kg styl klasyczny
- Witalij Konstantinow – odpadł w eliminacjach, 52 kg styl klasyczny
- Rustem Kazakow – złoty medal, 57 kg styl klasyczny
- Dżemal Megriszwili – odpadł w eliminacjach, 62 kg styl klasyczny
- Szamil Chisamutdinow – złoty medal, 68 kg styl klasyczny
- Wiktor Igumenow – odpadł w eliminacjach, 74 kg styl klasyczny
- Anatolij Nazarenko – srebrny medal, 82 kg styl klasyczny
- Walerij Riezancew – złoty medal, 90 kg styl klasyczny
- Nikołaj Jakowienko – srebrny medal, 100 kg styl klasyczny
- Anatolij Roszczin – złoty medal, +100 kg styl klasyczny

- Roman Dmitrijew – złoty medal, 48 kg styl wolny
- Arsen Ałachwerdijew – srebrny medal, 52 kg styl wolny
- Iwan Kuleszow – odpadł w eliminacjach, 57 kg styl wolny
- Zagaław Abdułbiekow – złoty medal, 62 kg styl wolny
- Rusłan Aszuralijew – brązowy medal, 68 kg styl wolny
- Jurij Gusow – odpadł w eliminacjach, 74 kg styl wolny
- Lewan Tediaszwili – złoty medal, 82 kg styl wolny
- Giennadij Strachow – srebrny medal, 90 kg styl wolny
- Iwan Jarygin – złoty medal, 100 kg styl wolny
- Aleksandr Miedwied – złoty medal, +100 kg styl wolny

### Żeglarstwo
Klasa Finn
- Wiktor Potapow – brązowy medal

Tempest
- Wałentyn Mankin, Witalij Dyrdyra – złoty medal

Klasa Star
- Boris Budnikow, Władimir Wasiljew – 9. miejsce

Klasa Soling
- Rais Mustafajewicz•Galimow, Timir Aleksiejewicz•Piniegin, Walentin Zamotajkin – 7. miejsce

Klasa Dragon
- Boris Chabarow, Nikołaj Gromow, Władimir Jakowlew – 14. miejsce

Latający Holender
- Walerij Zubanow, Władimir Leontjew – 6. miejsce